# Vương Tăng Biện
Vương Tăng Biện (chữ Hán: 王僧辩, ? – 555) là tướng lãnh nhà Lương thời Nam Bắc triều trong lịch sử Trung Quốc. Ông có công dẹp loạn Hầu Cảnh.

## Khởi nghiệp
Nhà họ Vương là thành viên nhánh Ô Hoàn của sĩ tộc họ Vương ở huyện Kỳ quận Thái Nguyên . Tăng Biện tự Quân Tài, là con trai thứ trong nhà, được sanh ra ở miền bắc, sau đó theo cha về miền nam. Tăng Biện học rộng biết nhiều, thuộc làu Tả thị xuân thu; biện luận mạnh mẽ, khí chất đứng đắn; tuy tài võ nghệ tầm thường, nhưng có chí khí cao vời. Ban đầu Tăng Biện được làm Tả thường thị của Tương Đông vương Tiêu Dịch.
Tiêu Dịch được làm Đan Dương doãn, Tăng Biện được chuyển làm Phủ hành tham quân. Dịch được ra giữ Cối Kê, Tăng Biện được kiêm chức Trung binh tham quân sự.
Dịch được làm Kinh Châu thứ sử, tiếp tục cho Tăng Biện trừ làm Trung binh, giới hạn trong châu. Khi quận Vũ Ninh nổi dậy, Tăng Biện đánh dẹp, được thăng làm Trinh uy tướng quân, Vũ Ninh thái thú. Sau đó Tăng Biện được thăng làm Chấn viễn tướng quân, Quảng Bình thái thú. Mãn nhiệm, Tăng Biện trở về vương phủ làm Trung lục sự, tham quân như cũ.
Dịch được trưng làm Hộ quân tướng quân, cho Tăng Biện kiêm làm Phủ tư mã. Dịch được làm Giang Châu thứ sử, cho Tăng Biện trừ làm Vân kỵ tướng quân, giữ Bồn Thành. Bấy giờ quận An Thành có người nhà giàu là Lưu Kính Cung bày trò mê tín để chiêu dụ bọn vô lại, tính kế làm loạn. Dịch sai Trung trực binh tham quân Tào Tử Dĩnh đánh dẹp, khiến Tăng Biện tập kích An Thành. Tử Dĩnh phá được phản quân, Kính Cung chạy về An Thành, bị Tăng Biện bắt được. Sau đó Tăng Biện đánh dẹp các tộc thiểu số nổi dậy ở An Châu, từ đây nổi tiếng có tài dùng binh.
Dịch được trừ làm Kinh Châu thứ sử, lấy Tăng Biện làm Trinh nghị tướng quân phủ Tư nghị tham quân sự, thay Liễu Trọng Lễ làm Cánh Lăng thái thú, cho đổi hiệu là Hùng tín tướng quân.

## Dẹp loạn Hầu Cảnh
Khi Hầu Cảnh nổi loạn (548), Dịch mệnh cho Tăng Biện làm Giả tiết, chỉ huy 1 vạn thủy quân, chở lương tiền tham gia cứu viện. Vừa đến kinh đô thì cung thành thất thủ, Lương Vũ đế bị giam cầm; bấy giờ viện quân nhiều hơn hẳn phản quân, Tăng Biện đề nghị tấn công, nhưng Liễu Trọng Lễ không nghe, khiến lòng quân tan rã. Sau đó Tăng Biện theo bọn Trọng Lễ đầu hàng Hầu Cảnh, kéo nhau vào chầu. Cảnh thu hết quân nhu của họ, rồi vỗ về an ủi, ít lâu sau cho phép Tăng Biện quay về Cánh Lăng. Vì thế Tăng Biện theo đường tắt đi gấp, về miền tây hội họp với Tiêu Dịch. Tiêu Dịch xưng chế, lấy Tăng Biện làm Lĩnh quân tướng quân.
Đến khi Tiêu Dịch ra mặt xung đột với Tương Châu thứ sử, Hà Đông vương Tiêu Dự, lệnh cho Tăng Biện cùng Bảo Tuyền đem quân đi dẹp, phân chia lương thực, đòi họ gấp gáp lên đường. Bấy giờ bộ đội tinh nhuệ của Tăng Biện còn ở Cánh Lăng chưa đến, nên ông muốn đợi họ đến rồi mới khởi hành. Hai người vào gặp Dịch, Tăng Biện cứ thế trình bày, Dịch tính nghi kỵ, cho rằng ông lần lữa không đi, cả giận lớn tiếng nói: “Anh kháng mệnh không đi, muốn đồng mưu với giặc à? Nay chỉ có chết mà thôi.” Tăng Biện đáp rằng: “Nay chịu tội chết cũng cam lòng, chỉ hận không được gặp mẹ già.” Trước đó Tăng Biện đã nhờ Tuyền góp lời, nhưng ông ta sợ hãi không dám nói gì. Dịch tự tay chém Tăng Biện, trúng vào đùi trái, máu chảy đầy đất. Tăng Biện ngất đi, hồi lâu mới tỉnh, lập tức bị đưa đến Đình úy, con em cũng bị bắt giam. Mẹ của Tăng Biện cởi trâm đợi tội, Dịch nguôi giận, ban cho thuốc tốt, nên ông mới thoát chết. Gặp lúc Ung Châu thứ sử, Nhạc Dương vương Tiêu Sát tập kích Giang Lăng, lòng người xao động, chẳng biết làm sao. Dịch sai tả hữu vào ngục hỏi kế; Tăng Biện trình bày phương lược, lập tức được xá tội, cho làm Thành nội đô đốc. Ít lâu sau quân Tiêu Sát lui chạy, mà Bảo Tuyền cũng không thể hạ được Trường Sa, Dịch bèn lấy Tăng Biện thay thế ông ta. Dịch kể 10 tội của Tuyền, sai xá nhân La Trọng Hoan đem 300 cấm vệ cùng đi với Tăng Biện. Đến nơi, Trọng Hoan thông báo với Tuyền rằng: “La xá nhân nhận lệnh, đưa Vương Cánh Lăng đến.” Tuyền rất ngạc nhiên, nhưng vẫn chấp nhận. Ít lâu sau Trọng Hoan đem tờ lệnh vào trước, Tăng Biện theo cấm vệ vào sau, bắt giữ Tuyền ngay tại chỗ ngồi. Tăng Biện chỉ huy chư tướng, dốc sức vây đánh, chiếm được Tương Châu.
Sau đó Tăng Biện được trở về làm Lĩnh quân tướng quân. Hầu Cảnh vượt Trường Giang tây tiến, đóng quân ở Hạ Thủ. Tăng Biện được làm Đại đô đốc, soái bọn Ba Châu thứ sử Thuần Vu Lượng, Định Châu thứ sử Đỗ Kham, Nghi Châu thứ sử Vương Lâm, Sâm Châu thứ sử Bùi Chi Hoành, cùng đến Tây Dương, đóng quân ở Ba Lăng. Nghe tin Dĩnh Châu đã mất, Tăng Biện nhân đó ở lại Ba Lăng. Tiêu Dịch bèn lệnh cho La Châu thứ sử Từ Tự Huy, Vũ Châu thứ sử Đỗ Trắc hội họp với Tăng Biện ở Ba Lăng. Hầu Cảnh chiếm được Dĩnh Thành, lực lượng càng mở rộng, đội ngũ càng tinh nhuệ, muốn chiếm lấy Kinh Châu. Cảnh bèn sai Nghi đồng Đinh Hòa nắm 5000 tinh binh lấy Giang Hạ, đại tướng Tống Tử Tiên đem 1 vạn người đi trước nhòm ngó Ba Lăng; còn mình dốc toàn quân thủy bộ đi sau. Vì thế Cảnh phái lính tuần tra ven Trường Giang, các nơi thấy bóng địch thì xin hàng; phản quân thừa thế mở rộng tuần canh đến Ẩn Ki. Tăng Biện lấy hết lương thực ở Giang Chử (bãi), đánh chìm toàn bộ thuyền của quân – dân. Khi tiền quân của phản quân đến Giang Khẩu, Tăng Biện bèn lệnh cho các cánh quân cố thủ trong thành, xếp cờ im trống, vờ như không có người. Hôm sau, phản quân vượt sông, kỵ binh đến dưới thành kêu gọi đầu hàng, Tăng Biện nhẹ nhàng từ chối. Cảnh soái thuyền hạm đậu ở Bắc Tử, rồi chia quân tiến vào trong cảng, lên bờ dọn đường, sắp đặt lều trại, diễu hành ở trên gò phía đông thành, dọn quang cây cỏ, mở 8 lối hướng đến thành, sai 5000 kỵ binh ‘đầu thỏ’ cầm binh khí ngắn gắng sức tấn công. Trong thành đồng thời nổi trống, tên đá bắn xuống như mưa, giết địch rất nhiều, khiến phản quân phải lui về. Dịch lại lệnh cho Bình bắc tướng quân Hồ Tăng Hữu soái quân đến giúp. Hôm ấy, phản quân lại đánh Ba Lăng, thủy bộ hơn 10 nơi, nổi trống hò reo, cầm binh khí ngắn trèo lên. Trên thành lăn gỗ, ném gạch nung, đẩy đá tảng, giết địch rất nhiều. Sau giờ Ngọ phản quân lui, rồi dựng lũy dài quanh thành, bày nhiều chiến hạm, dùng thuyền lầu tấn công mặt tây nam của thành. Tiếp đó phản quân dùng đê kéo xe con cóc lấp hào, đẩy xe chương ngại đến dưới thành, mất 2 ngày mới xong. Tiếp nữa phản quân ở trên thuyền dựng gỗ kết người cây, nhồi rơm châm lửa, nhằm đốt hàng rào trên sông; gặp thế gió bất lợi, bị lửa táp ngược nên phải lui. Phản quân chịu nhiều thất bại, còn có sao băng rơi vào giữa trại, khiến lòng quân sợ hãi; lại thêm tướng quân Nhâm Ước bị Lục Pháp Hòa bắt được, Hầu Cảnh bèn đốt trại bỏ trốn trong đêm, chạy về Hạ Thủ. Tiêu Dịch luận công ban thưởng, lấy Tăng Biện làm Chinh đông tướng quân, Khai phủ Nghi đồng tam tư, Giang Châu thứ sử, phong tước Trường Ninh huyện công.
Tiêu Dịch thừa thắng mệnh cho Tăng Biện soái các cánh quân ở Ba Lăng, men sông đánh dẹp phản quân. Quan quân đến Dĩnh Thành, lên bờ đánh Lỗ Sơn. Tướng giữ thành Lỗ Sơn là Chi Hóa Nhân, vốn là kỵ tướng phản quân, soái quân ra sức chiến đấu; quan quân đại phá địch, khiến Hóa Nhân chịu hàng. Tăng Biện tiếp tục đốc liên quân vượt sông nhắm đến Dĩnh Thành, lập tức tiến vào La Thành. Tống Tử Tiên tụ binh cố thủ Kim Thành, quan quân chưa hạ được. Tử Tiên sai Thời Linh Hộ soái 3000 binh mở cửa ra đánh, Tăng Biện đại phá được, bắt sống Linh Hộ, chém hơn ngàn thủ cấp. Tử Tiên lui quân về giữ Thương Môn, dựa vào địa hình ven sông hiểm trở, liên quân tấn công nhiều lần không được. Hầu Cảnh nghe tin Lỗ Sơn đã mất, rồi nghe tin lại mất La Thành, bèn soái tàn quân chạy tắt về Kiến Nghiệp. Bọn Tử Tiên quẫn bách, không còn cách nào, xin nộp Dĩnh Thành, để được về với Cảnh. Tăng Biện vờ đồng ý, ra lệnh cấp cho trăm cỗ thuyền, khiến họ vững lòng. Tử Tiên tin là thực, lên thuyền sắp đi, Tăng Biện mệnh cho Đỗ Kham soái ngàn dũng sĩ, trèo qua tường vây, đồng thời nổi trống reo hò, đánh úp Thương Môn. Tướng coi thủy quân là Tống Diêu đưa lâu thuyền 4 mặt kéo đến, Tử Tiên vừa đánh vừa chạy; đến Bạch Dương phổ, quan quân đại phá địch, bắt sống bọn Tử Tiên, Đinh Hòa đưa về Giang Lăng. Tăng Biện lập tức soái liên quân tiến đến Cửu Thủy. Tướng phản quân là Nghi đồng Phạm Hy Vinh, Lư Huy Lược ngược dòng chiếm Bồn Thành, nghe tin Tăng Biện đến, bọn Hy Vinh cùng Giang Châu thứ sử Lâm Thành Công bỏ thành mà chạy.
Tiêu Dịch gia chức cho Tăng Biện làm Thị trung, Thượng thư lệnh, Chinh đông đại tướng quân, cấp 1 bộ nhạc Cổ xuy; còn lệnh cho Tăng Biện dừng ở Giang Châu, đợi các cánh quân tụ tập, tìm thời cơ tiến công. Ít lâu sau, Dịch mệnh cho liên quân Giang Châu lên đường, Tăng Biện bèn thông báo tin dữ của Lương Giản Văn đế về Giang Lăng; ông còn soái hơn trăm tướng lĩnh, liên danh khuyên Dịch lên ngôi; sắp lên đường, ông lại dâng biểu lần nữa. Tuy Dịch chưa đồng ý, nhưng đáp thư trả lời rất nồng hậu.
Vì thế Tăng Biện xuất phát từ Giang Châu, nhằm thẳng Kiến Nghiệp, trước tiên mệnh cho Nam Duyện Châu thứ sử Hầu Thiến soái quân tinh nhuê đi thuyền nhẹ, tập kích các đồn thú ở Nam Lăng, Thước Đầu; Thiến vừa đến thì lập tức đánh hạ được. Trước đó Trần Bá Tiên soái 5 vạn quân xuất phát ở Nam Giang, đem theo 5000 người làm tiền quân đến Bồn Khẩu. Tiếng tăm của Bá Tiên vượt qua Tăng Biện, khiến ông e dè. Đôi bên gặp mặt ở Bạch Mao châu, lập đàn kết minh, trích máu ăn thề.
Khi liên quân đến Nam Châu, tướng địch là bọn Hầu Tử Giám soái hơn vạn bộ kỵ ở trên bờ khiêu chiến, lại thấy ngàn cỗ thuyền Điểu, Liễu chở binh sĩ, hai bên cả thảy 80 mái chèo, tay chèo đều là người Bách Việt , đi lại tập kích, nhanh như điện xẹt. Tăng Biện bèn vẫy thuyền nhỏ, lệnh cho họ lùi lại, sai tất cả hạm lớn đỗ vào 2 bên bờ. Phản quân cho rằng thủy quân của liên quân muốn lui, tranh nhau đuổi theo; liên quân bèn chèo đại hạm ra cắt đứt đường về của địch, nổi trống reo hò, giao chiến ở giữa sông, khiến phản quân đều nhào dưới nước. Tăng Biện đốc liên quân men sông xuôi dòng mà tiến, đến Đấu Thành thuộc Thạch Đầu, dựng trại liên hoàn để vây ép địch. Phản quân bèn đắp 5 thành giăng ngang trên bờ cao để phòng thủ, Hầu Cảnh tự đem quân ra giao chiến với quan quân ở phía bắc thành Thạch Đầu. Trần Bá Tiên cho rằng ta nhiều địch ít, đề nghị chia ra làm suy yếu đối phương. Bá Tiên sai 2000 lính mang nỏ cứng đánh 2 thành ở mặt tây, còn đại quân vẫn kết trận để đương đầu phản quân. Tăng Biện ở phía sau vẫy quân tiến lên, lần thứ 2 đại phá Cảnh. Lư Huy Lược nghe tin Cảnh thất bại, dâng thành Thạch Đầu xin hàng; Tăng Biện đưa quân vào chiếm cứ. Cảnh chạy về Chu Phương ở phía bắc, vì thế tàn binh của phản quân thông báo tình hình với Tăng Biện, ông bèn tiến vào Đài thành. Đêm ấy, binh sĩ liên quân gỡ xà nhà gây cháy, thiêu rụi các nơi điện Thái Cực cùng Đông – Tây đường. Bấy giờ liên quân cướp bóc kinh thành, bóc lột quan dân; người dân bị họ bắt trói, lột cả áo lót. Liên quân bức ép toàn bộ cư dân để đòi tiền chuộc; từ thành Thạch Đầu cho đến thành Đông, men theo sông Hoài dấy lên tiếng gào khóc, vang dội kinh thành, khiến cho nhân dân thất vọng.
Tăng Biện lệnh cho Hầu Thiến, Bùi Chi hoành soái 5000 tinh binh, đông tiến đánh dẹp Hầu Cảnh. Hành đài của Cảnh là Triệu Bá Siêu xin hàng, Tăng Biện còn bắt được thành viên phản quân là bọn Vương Vĩ hơn 20 người, đều đưa về Giang Lăng. Dẹp xong Hầu Cảnh, Tiêu Dịch lên ngôi, là Lương Nguyên đế, xét công của Tăng Biện, cho ông tiến thụ Trấn vệ tướng quân, tư đồ, ban thêm 20 kiếm sĩ, cải phong Vĩnh Ninh quận công, thị trung, thượng thư lệnh, cổ xuy đều như cũ.

## Bảo vệ nhà Lương
Sau đó phản quân ở Tương Châu là bọn Lục Nạp đánh phá Hành Châu thứ sử Định Đạo Quý ở Lục Khẩu, lấy hết quân nhu. Triều đình rất lấy làm lo lắng, bèn sai Trung thư xá nhân La Trọng Hoan trưng Tăng Biện hội họp với Phiếu kỵ tướng quân, Nghi Phong hầu Tiêu Tuần nam chinh. Tăng Biện nhân đó đốc các cánh quân của bọn Đỗ Trắc xuất phát từ Kiến Nghiệp, đến đống quân ở Ba Lăng. Triều đình giáng chiếu lấy Tăng Biện làm Đô đốc đông thượng chư quân sự, Bá Tiên làm Đô đốc tây thượng chư quân sự. Trước đó Bá Tiên nhường Tăng Biện làm đô đốc, ông không nhận, nên Nguyên đế mới chia làm đông – tây đô đốc, để họ cùng nam chinh.
Bấy giờ bọn Lục Nạp xuôi dòng chiếm cứ Xa Luân, ven bờ dựng thành, binh sĩ đều thân trải trăm trận, khí giới sắc bén, thuyền hạm giăng ngang mặt sông, to cao như núi. Tăng Biện kiêng dè, không dám xem thường, vì vậy dần dần xây thành để vây bắc. Phản quân thấy quan quân không dám đánh, sinh lòng khinh nhờn. Tăng Biện thừa dịp địch không phòng bị, mệnh cho liên quân thủy bộ cùng đánh, đích thân gõ trống, chỉ huy tiến thoái. Vì thế liên quân tranh nhau xông ra, đôi bên đại chiến ở Xa Luân, kể cả Tiêu Tuần cũng ra sức chiến đấu, chiếm được 2 thành của địch. Phản quân đại bại, chạy đường bộ về Trường Sa, bức hiếp cư dân vào thành để tham gia phòng thủ. Tăng Biện đuổi nà, mệnh cho đắp lũy bao vây, lệnh cho liên quân đều tham gia dựng rào. Tăng Biện lên gò cao để xem xét, phản quân trông thấy, cho rằng quan quân không đề phòng, nên Ngô Tàng, Lý Hiền Minh soái 1000 tinh binh mở cửa lẻn ra, dựng thuẫn che chắn rồi xông thẳng về phía Tăng Biện. Bấy giờ bên cạnh Tăng Biện có Đỗ Trắc, Đỗ Kham, còn vệ sĩ mặc giáp chỉ hơn trăm người; ông sai họ ra giao chiến với địch. Lý Hiền Minh cưỡi khải mã (ngựa khoác giáp) đem theo 10 kỵ binh, hô to xông đến. Tăng Biện ngồi trên hồ sàng (ghế dựa) không lay động, chỉ huy bộ hạ đón đánh, bắt được Hiền Minh, lập tức chém đầu. Phản quân bèn lui chạy vào thành.
Ban đầu Lục Nạp nổi dậy, lấy Vương Lâm làm cớ, nói triều đình thả Vương Lâm, họ sẽ chịu hàng. Đến nay Vũ Lăng vương Tiêu Kỷ đóng quân ở thượng lưu, khiến trong ngoài triều đình lo sợ; Nguyên đế bèn sai Lâm đi hòa giải. Bình xong Tương Châu, Tăng Biện về Giang Lăng, rồi nhận chiếu hội họp các cánh quân để đánh dẹp Tiêu Kỷ, chỉ huy 2 vạn thủy quân, còn được đế đích thân đưa tiễn ở chùa Thiên Cư. Ít lâu sau Tiêu Kỷ thua chạy, Tăng Biện từ Chi Giang ban sư về Giang Lăng, rồi đi giữ Kiến Nghiệp.
Ngay trong tháng ấy, Tăng Biện được quay lại Giang Lăng. Quân đội Bắc Tề uy hiếp Kiến Nghiệp, Trần Bá Tiên cấp báo, Nguyên đế lập tức giáng chiếu cho Tăng Biện đi Cô Thục rồi trấn thủ ở đấy. Tăng Biện đầu tiên lệnh cho Dự Châu thứ sử Hầu Thiến soái 3000 tinh binh đắp lũy ở Đông Quan, để ngăn quân Bắc Tề; trưng Ngô Quận thái thú Trương Bưu, Ngô Hưng thái thú Bùi Chi Hoành hội họp với Thiến. bọn họ giao chiến với quân Tề, đánh bại địch; Tăng Biện thừa thắng soái hưu chỉnh các cánh quân ở Kiến Nghiệp. Bấy giờ quan chức đầy đủ của Tăng Biện là Sứ trì tiết, thị trung, tư đồ, thượng thư lệnh, đô đốc Dương, Nam Từ, Đông Dương 3 châu chư quân sự, Trấn vệ tướng quân, Dương Châu thứ sử, Vĩnh Ninh quận Khai quốc công. Tháng 2 ÂL năm Thừa Thánh thứ 3 (554), triều đình giáng chiếu gia Tăng Biện làm Thái úy, Xa kỵ đại tướng quân, còn lại như cũ.
Tháng 10 ÂL, 5 vạn liên quân Tây Ngụy – Nhạc Dương vương Tiêu Sát sắp tập kích Giang Lăng, Nguyên đế sai Chủ thư Lý Ưng trưng Tăng Biện ở Kiến Nghiệp, làm Đại đô đốc, Kinh Châu thứ sử. Nhân đó Tăng Biện lệnh cho bọn Dự Châu thứ sử Hầu Thiến làm tiền quân, bọn Duyện Châu thứ sử Đỗ Tăng Minh làm hậu quân; nhưng Tăng Biện nói với Ưng mình sẽ nhằm thẳng Hán Giang để chặn đường về của quân Tây Ngụy, chứ không đi Giang Lăng. Ít lâu sau, Giang Lăng thất thủ, Nguyên đế bị giết. Đến khi Tấn An vương Tiêu Phương Trí nắm quyền, Tăng Biện có công ủng hộ, được thừa chế tiến làm Phiếu kỵ đại tướng quân, Trung thư giám, Đô đốc trung ngoại chư quân sự, Lục thượng thư, cùng Trần Bá Tiên chia nhau binh quyền.
Bấy giờ Bắc Tề đề nghị với Tăng Biện lấy Trinh Dương hầu Tiêu Uyên Minh làm hoàng đế nhà Lương, còn đưa ông ta về miền nam. Uyên Minh sắp đến Thọ Dương, nhiều lần gởi thư bày tỏ mong muốn lên ngôi, nhưng Tăng Biện không đồng ý. Quân Tề đến Đông Quan, Tán kỵ thường thị Bùi Chi Hoành ra đánh nhưng thất bại; Tăng Biện mới bước đầu đồng ý lập Uyên Minh. Hai bên gởi thư qua lại để thương lượng: Tăng Biện đồng ý gởi con tin sang Tề, Uyên Minh cũng đồng ý lập Tiêu Phương Trí làm Thái tử. Uyên Minh đòi 3000 vệ sĩ đưa sang sông, Tăng Biện lo ông ta gây biến, chỉ phái 1000 binh sĩ tầm thường, rồi sai thuyền rồng và pháp giá (xe ngựa) đi đón. Ngày Uyên Minh vượt sông, Tăng Biện đón tiếp ở giữa dòng, không dám sang bờ bên kia. Sau đó hai người cùng quay về bến Giang Ninh.
Tiêu Uyên Minh đã lên ngôi, cho Tăng Biện làm Đại tư mã, lĩnh Thái tử thái phó, Dương Châu mục, còn lại như cũ. Khi xưa Tăng Biện giành lại Kiến Nghiệp, sai Bá Tiên giữ Kinh Khẩu, kết tình đồng chí, sánh với Liêm Pha – Lận Tương Như. Tăng Biện cầu hôn con gái của Bá Tiên và Chương Yêu Nhi cho con trai thứ 3 của mình là Vương Ngỗi. Gặp lúc mẹ của Tăng Biện mất (554) nên hôn sự bị trì hoãn, nhưng quan hệ của hai người vẫn rất tốt. Đến nay, có tin hoang báo quân Tề đã đến Thọ Xuân, Tăng Biện lại lấy làm thật, cho rằng người Tề dời sang Giang Nam, nên thông báo với Bá Tiên. Nhưng Bá Tiên đã sinh lòng bất mãn, từ Kinh Khẩu dấy 10 vạn binh, thủy lục cùng tiến, lặng lẽ tập kích Kiến Nghiệp. Vào lúc thủy quân đến, Tăng Biện đang ở thành Thạch Đầu để xử lý công việc ngày thường. Quân của Bá Tiên lẻn từ phía bắc mà vào, cửa nam lại thông báo có binh đến. Tăng Biện cùng Vương Ngỗi vội vàng chạy ra, bộ hạ tâm phúc chỉ còn vài mươi người. Quân của Bá Tiên kéo cả vào, Tăng Biện không còn kế gì, bèn ở trên lầu cửa nam thành xin hàng. Bá Tiên lệnh cho nổi lửa đốt lầu, Tăng Biện cùng con trai nhảy xuống, bị bắt sống. Bá Tiên hỏi Tăng Biện: “Tôi có tội gì, mà ngài cùng quân Tề đánh dẹp tôi?” Lại hỏi: “Ý gì mà không phòng bị như vậy?” Tăng Biện đáp: “Nhờ cậy anh ở cửa bắc, sao lại nói là không phòng bị.” Ngay đêm ấy Bá Tiên đem chém Tăng Biện.

## Gia đình
Cha là Dĩnh Xuyên thái thú Vương Thần Niệm nhà Bắc Ngụy, chạy sang nhà Lương, được làm đến Hữu vệ tướng quân. Thần Niệm, sử cũ có truyện.
Mẹ là Ngụy thị. Đầu đời Lương, Thần Niệm đóng quân giữ phía tây Sào Hồ thuộc Hợp Phì, lấy Ngụy thị làm thiếp thất, sanh ra Tăng Biện. Ngụy thị tính hòa ái, rất giỏi tiếp đãi mọi người, được mọi người yêu mến. Khi Tăng Biện phải vào ngục, Ngụy thị vừa đi vừa khóc, muốn vào tạ tội, Tương Đông vương Tiêu Dịch không gặp. Bấy giờ con trai thứ của Dịch là Tiêu Phương Chư được sủng ái, đảm nhiệm nhiều quân quốc đại sự. Ngụy thị đón gặp Phương Chư ở cửa, tự trình bày không biết dạy con, nước mắt chảy quanh, khiến mọi người thương xót. Đến lúc Tăng Biện được thả ra, Ngụy thị nghiêm khắc trách mắng. Về sau Tăng Biện giành lại Kiến Nghiệp, công trùm thiên hạ, Ngụy thị vẫn tỏ ra khiêm tốn, không vì giàu sang mà trở nên kiêu ngạo. Mọi người đều khen ngợi, gọi Ngụy thị là người đàn bà sáng suốt. Năm Thừa Thánh thứ 3 (554), Ngụy thị mất, khiến ai cũng thương tiếc. Vì Tăng Biện có công lớn, khiến tang lễ trở nên long trọng. Lương Nguyên đế Tiêu Dịch phái thị trung, yết giả đến giám hộ việc tang, đặt thụy là Trinh Kính thái phu nhân. Linh cữu sắp lên đường về Kiến Nghiệp, Nguyên đế lại sai yết giả đến bến tàu điếu tế, lệnh cho Thượng thư tả bộc xạ Vương Bầu làm văn tế.
Sử cũ không chép rõ Tăng Biện có bao nhiêu con trai. Con trai trưởng là Vương Nghĩ (? – 573), thời Nguyên đế được làm Thị trung. Khi xưa Nghĩ thường khuyên cha đề phòng Bá Tiên, nhưng Tăng Biện không nghe. Vào lúc quân Tây Ngụy chiếm Giang Lăng, Nguyên đế sai Nghĩ làm Đốc thành nội chư quân sự. Giang Lăng thất thủ, Nghĩ được trả lại cho Vương Lâm, sau đó theo Lâm sang Bắc Tề. Nghĩ ở Bắc Tề được làm đến Cánh Lăng thái thú. Nghe tin Lâm bị quân Trần giết ở Thọ Dương, Nghĩ trèo lên gò cao phía nam quận thành mà gào khóc, dứt tiếng thì đứt hơi.
Con trai thứ là Vương Ban, sử cũ có truyện.
Con trai thứ 3 là Vương Ngỗi, bị hại cùng cha. Còn có Vương Ngung, Vương Quỹ. Quỹ, sử cũ có truyện.

## Tưởng nhớ
Năm Kiến Trung thứ 3 (782) thời Đường Đức Tông, triều đình truy phong 64 danh tướng đời xưa, đặt miếu thờ. Tăng Biện là 1 trong số này.
Năm Tuyên Hòa thứ 5 (1123) thời Tống Huy Tông, triều đình theo lệ nhà Đường, đặt miếu Võ Thành vương thờ 72 danh tướng đời xưa. Tăng Biện cũng là 1 trong số này.